# Autour chanteur

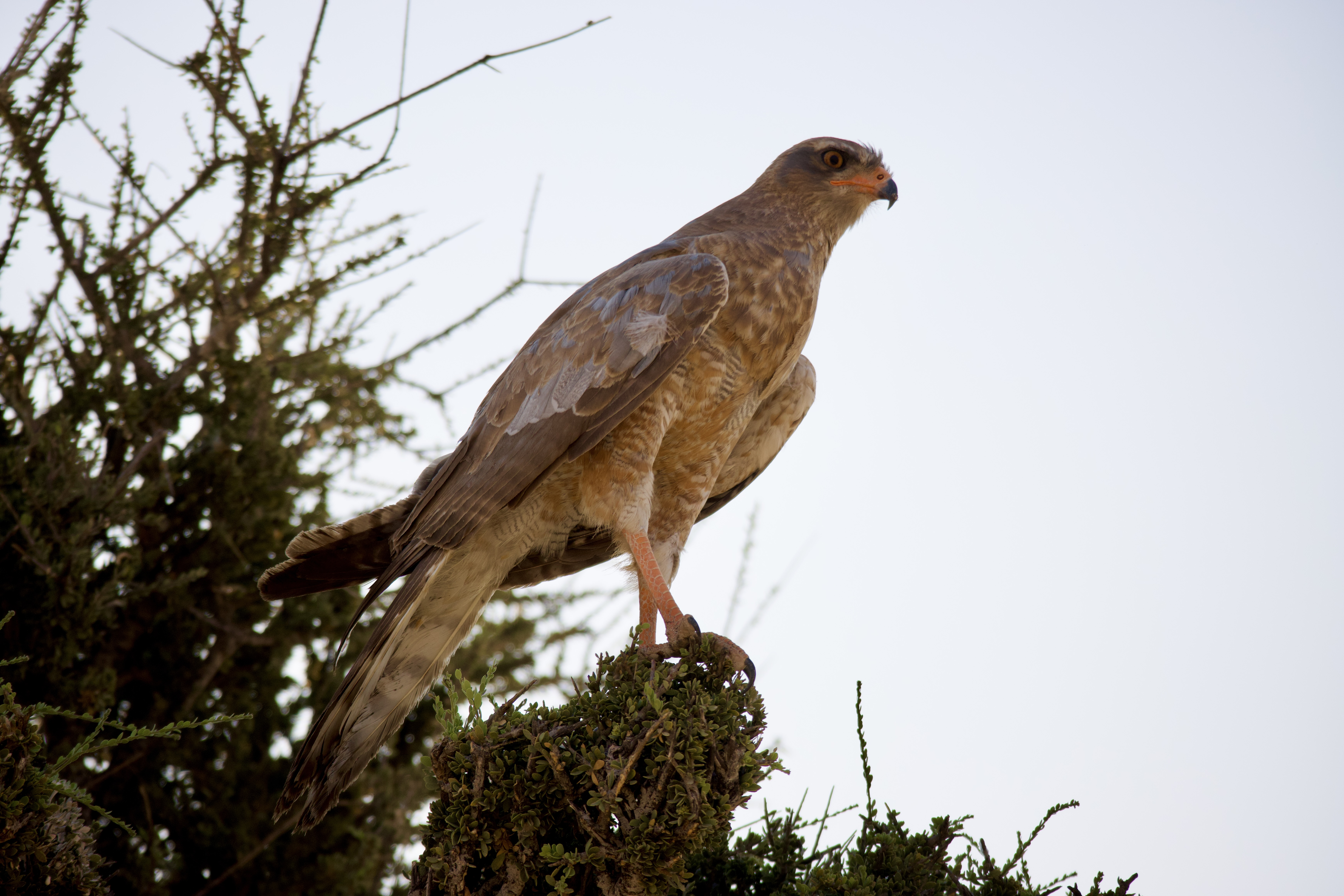
Autours chanteur, dans le parc national d'Etosha, Namibie.

Melierax canorus
Espèce
Statut de conservation UICN

 LC  : Préoccupation mineure
Statut CITES

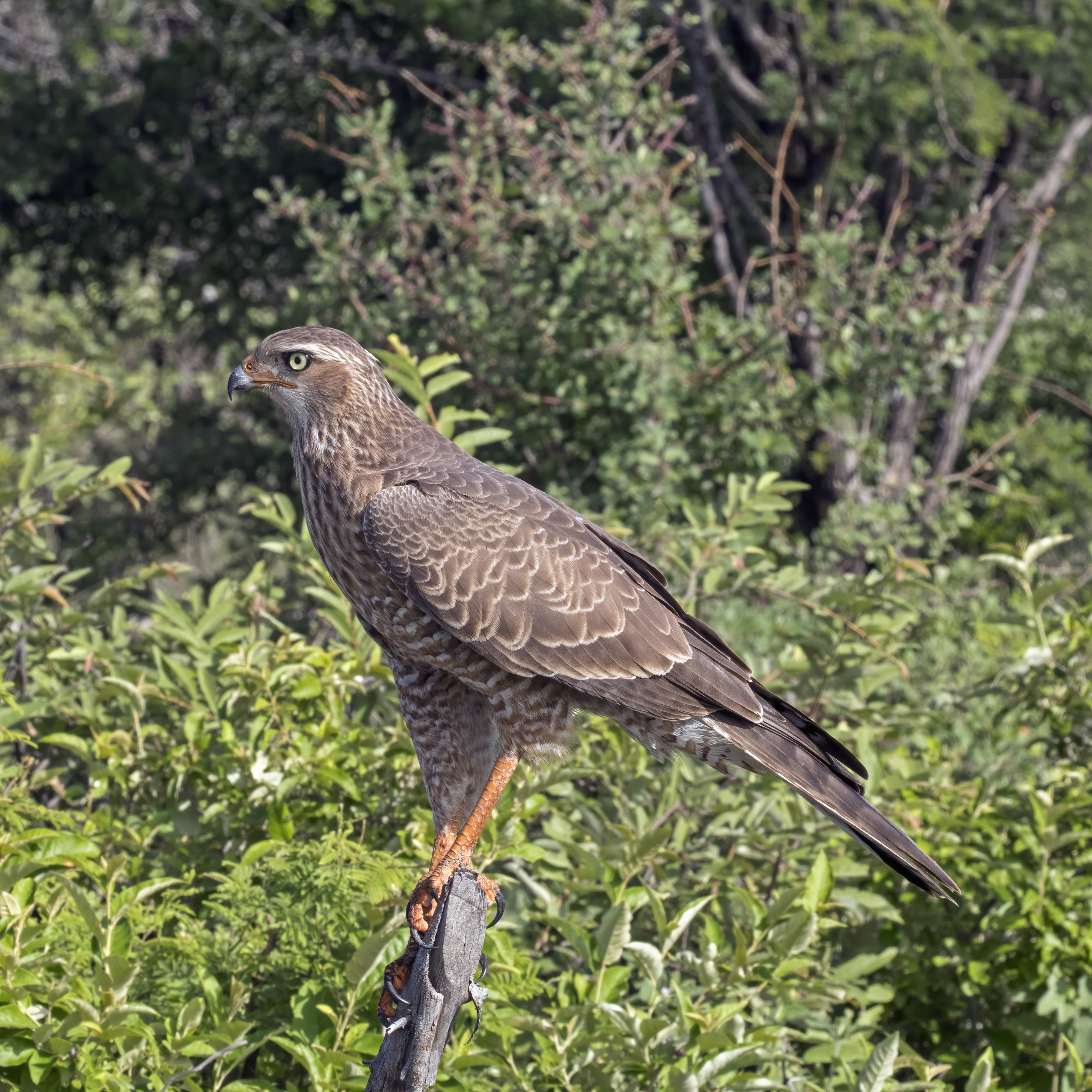
Un jeune melierax canorus argentior, des autours chanteurs, dans le parc national d'Etosha, Namibie. Mars 2018.

L'Autour chanteur (Melierax canorus) est une espèce d'oiseaux de la famille des Accipitridae.

## Mode de Chasse
Guette depuis un perchoir et fond d'un vol rapide sur lézards, oiseaux, mammifères, ou gros insectes. Repart sur un nouveau perchoir ou tourne pour revenir au premier.

## Alimentation
Son régime Alimentaire est proche de celui des autres espèces du genre Melierax (Autour sombre et Autour à ailes grises).
Son alimentation est composée principalement de lézards et de rongeurs comme les xerus. Elle comprend également des serpents, des insectes (bousiers, sauterelles et termites), des oiseaux et quelques petits mammifères (lièvre). Occasionnellement il capture aussi de petites tortues.
Il est capable de capturer des oiseaux de taille assez conséquente comme certaines outardes ou bien dans de rares occasions des rapaces nocturnes (comme le Grand-duc africain). Il ne néglige pas également la nourriture que peut lui apporter une charogne qui constitue une ressource importante dans son alimentation.
Biggs a publié une étude assez précise sur le menu de cet oiseau en Namibie. Sur 57 proies capturées, 24 % sont des oiseaux, 24 % des serpents, 16 % sont des charognes, 15 % des lézards, 15 % des mammifères et environ 7 % des insectes.

## Répartition
Cet oiseau vit en Afrique australe.

## Sous-espèces
D'après la classification de référence (version 14.1, 2024) de l'Union internationale des ornithologues, l'Autour chanteur possède 2 sous-espèces (ordre philogénique) :
- Melierax canorus argentior Clancey, 1960 ;
- Melierax canorus canorus (Thunberg, 1799).